# Naustholmen
Ne doit pas être confondu avec Naustholmen (Lindås), Naustholmen (Masfjorden) ou Naustholmen (Bjørnafjorden).
Naustholmen est une île dans le landskap Sunnhordland du comté de Vestland. Elle appartient administrativement à Øygarden.

## Géographie
Rocheuse et couverte de bosquets, elle s'étend sur environ 877 m de longueur pour une largeur approximative de 88 m. Elle se compose dune longue bande centrale de plus de 300 m qui relie deux ilots. 